# Pallanuoto ai Giochi della XV Olimpiade
Quello disputato nel corso delle Olimpiadi di Helsinki fu l'undicesimo torneo olimpico di pallanuoto. La manifestazione ebbe luogo tra il 25 luglio e il 2 agosto 1952; inizialmente le gare si sarebbero dovute disputare in mare, presso i bagni di Uunisaari e Humallahti, ma vennero poi destinate allo Stadio del nuoto.
Ci furono ben 21 partecipanti (il più alto numero di sempre), che dovettero disputare una fase preliminare - strutturata in due turni ad eliminazione diretta in cui le squadre si scontrarono sulla base di un sorteggio integrale che mandò direttamente alla fase principale l'Argentina - per accedere poi alle successive fasi a gironi.
Nel girone finale ebbe la meglio l'Ungheria, che conquistò, così, il terzo oro olimpico della sua storia.

## Podio
| Evento              | Oro      | Argento    | Bronzo |
| Pallanuoto maschile | Ungheria | Jugoslavia | Italia |

## Fase preliminare

### Primo turno
| Data      | Ora | Partita | Partita | Partita        |
| --------- | --- | --- | ------- | -------------- |
| 25 luglio | -   | Belgio | 6 - 5   | Sudafrica      |
| 25 luglio | -   | Egitto | 10 - 0  | Portogallo     |
| 25 luglio | -   | India | 0 - 16  | Italia         |
| 25 luglio | -   | Jugoslavia | 10 - 2  | Australia      |
| 25 luglio | -   | Gran Bretagna | 4 - 3   | Austria        |
| 25 luglio | -   | Romania | 4 - 8   | Germania Ovest |
| 25 luglio | -   | Spagna | 3 - 2   | Brasile        |
| 25 luglio | -   | Svezia | 5 - 1   | Stati Uniti    |
| 25 luglio | -   | Ungheria | 13 - 4  | Messico        |
| 25 luglio | -   | [[File: Flag of the Soviet Union (1936 – 1955).svg\|class=noviewer\| Unione Sovietica (bandiera)\|border\|20x16px]] [[Nazionale maschile di pallanuoto dell' Unione Sovietica\| Unione Sovietica]] | 2 - 3   | Paesi Bassi    |

### Secondo turno
| Data      | Ora | Partita | Partita | Partita     |
| --------- | --- | --- | ------- | ----------- |
| 26 luglio | -   | Austria | 6 - 0   | Australia   |
| 26 luglio | -   | [[File: Flag of the Soviet Union (1936 – 1955).svg\|class=noviewer\| Unione Sovietica (bandiera)\|border\|20x16px]] [[Nazionale maschile di pallanuoto dell' Unione Sovietica\| Unione Sovietica]] | 16 - 0  | India       |
| 26 luglio | -   | Messico | 0 - 4   | Sudafrica   |
| 26 luglio | -   | Brasile | 6 - 2   | Portogallo  |
| 26 luglio | -   | Romania | 3 - 6   | Stati Uniti |

## Prima fase
GRUPPO A
- Austria
- Italia
- Gran Bretagna
- Stati Uniti

GRUPPO B
- Egitto
- Germania Ovest
- Ungheria
- [[File:

Flag of the Soviet Union (1936 – 1955).svg|class=noviewer|
Unione Sovietica (bandiera)|border|20x16px]] [[Nazionale maschile  di pallanuoto dell'
Unione Sovietica|
Unione Sovietica]]
GRUPPO C
- Argentina
- Jugoslavia
- Paesi Bassi
- Svezia

GRUPPO D
- Belgio
- Brasile
- Spagna
- Sudafrica

### Gruppo A
|    | Squadra       | Pti | G | V | P | S | GF | GS | Diff |
| -- | ------------- | --- | - | - | - | - | -- | -- | ---- |
| 1. | Italia        | 6   | 3 | 3 | 0 | 0 | 17 | 8  | +9   |
| 2. | Stati Uniti   | 4   | 3 | 2 | 0 | 1 | 16 | 9  | +7   |
| 3. | Gran Bretagna | 1   | 3 | 0 | 1 | 2 | 9  | 15 | -6   |
| 4. | Austria       | 1   | 3 | 0 | 1 | 2 | 5  | 15 | -10  |

| Data      | Ora | Partita     | Partita | Partita       |
| --------- | --- | ----------- | ------- | ------------- |
| 26 luglio | -   | Italia      | 4 - 3   | Gran Bretagna |
| 27 luglio | -   | Italia      | 8 - 1   | Austria       |
| 27 luglio | -   | Stati Uniti | 8 - 3   | Gran Bretagna |
| 28 luglio | -   | Austria     | 3 - 3   | Gran Bretagna |
| 28 luglio | -   | Italia      | 5 - 4   | Stati Uniti   |
| 29 luglio | -   | Stati Uniti | 4 - 1   | Austria       |

### Gruppo B
|    | Squadra | Pti | G | V | P | S | GF | GS | Diff |
| -- | --- | --- | - | - | - | - | -- | -- | ---- |
| 1. | Ungheria | 6   | 3 | 3 | 0 | 0 | 23 | 4  | +19  |
| 2. | [[File: Flag of the Soviet Union (1936 – 1955).svg\|class=noviewer\| Unione Sovietica (bandiera)\|border\|20x16px]] [[Nazionale maschile di pallanuoto dell' Unione Sovietica\| Unione Sovietica]] | 4   | 3 | 2 | 0 | 1 | 12 | 9  | +3   |
| 3. | Egitto | 2   | 3 | 1 | 0 | 2 | 7  | 14 | -7   |
| 4. | Germania Ovest | 0   | 3 | 0 | 0 | 3 | 5  | 20 | -15  |

| Data      | Ora | Partita | Partita | Partita |
| --------- | --- | --- | ------- | --- |
| 26 luglio | -   | Ungheria | 9 - 0   | Egitto |
| 27 luglio | -   | Germania Ovest | 2 - 5   | Egitto |
| 27 luglio | -   | Ungheria | 5 - 3   | [[File: Flag of the Soviet Union (1936 – 1955).svg\|class=noviewer\| Unione Sovietica (bandiera)\|border\|20x16px]] [[Nazionale maschile di pallanuoto dell' Unione Sovietica\| Unione Sovietica]] |
| 28 luglio | -   | [[File: Flag of the Soviet Union (1936 – 1955).svg\|class=noviewer\| Unione Sovietica (bandiera)\|border\|20x16px]] [[Nazionale maschile di pallanuoto dell' Unione Sovietica\| Unione Sovietica]] | 3 - 2   | Egitto |
| 28 luglio | -   | Ungheria | 9 - 1   | Germania Ovest |
| 29 luglio | -   | [[File: Flag of the Soviet Union (1936 – 1955).svg\|class=noviewer\| Unione Sovietica (bandiera)\|border\|20x16px]] [[Nazionale maschile di pallanuoto dell' Unione Sovietica\| Unione Sovietica]] | 3 - 2   | Germania Ovest |

### Gruppo C
|    | Squadra     | Pti | G | V | P | S | GF | GS | Diff |
| -- | ----------- | --- | - | - | - | - | -- | -- | ---- |
| 1. | Jugoslavia  | 6   | 3 | 3 | 0 | 0 | 20 | 3  | +17  |
| 2. | Paesi Bassi | 4   | 3 | 2 | 0 | 1 | 17 | 6  | +11  |
| 3. | Svezia      | 2   | 3 | 1 | 0 | 2 | 9  | 18 | -9   |
| 4. | Argentina   | 0   | 3 | 0 | 0 | 3 | 6  | 25 | -19  |

| Data      | Ora | Partita     | Partita | Partita     |
| --------- | --- | ----------- | ------- | ----------- |
| 26 luglio | -   | Paesi Bassi | 9 - 3   | Argentina   |
| 27 luglio | -   | Argentina   | 1 - 9   | Jugoslavia  |
| 27 luglio | -   | Paesi Bassi | 7 - 1   | Svezia      |
| 28 luglio | -   | Svezia      | 7 - 2   | Argentina   |
| 28 luglio | -   | Jugoslavia  | 2 - 3   | Paesi Bassi |
| 29 luglio | -   | Jugoslavia  | 9 - 1   | Svezia      |

### Gruppo D
|    | Squadra   | Pti | G | V | P | S | GF | GS | Diff |
| -- | --------- | --- | - | - | - | - | -- | -- | ---- |
| 1. | Belgio    | 6   | 3 | 3 | 0 | 0 | 12 | 5  | +7   |
| 2. | Spagna    | 4   | 3 | 2 | 0 | 1 | 13 | 10 | +3   |
| 3. | Sudafrica | 2   | 3 | 1 | 0 | 2 | 10 | 9  | +1   |
| 4. | Brasile   | 0   | 3 | 0 | 0 | 3 | 7  | 18 | -11  |

| Data      | Ora | Partita   | Partita | Partita        |
| --------- | --- | --------- | ------- | -------------- |
| 26 luglio | -   | Belgio    | 5 - 4   | Spagna         |
| 27 luglio | -   | Spagna    | 3 - 1   | ' Sudafrica    |
| 27 luglio | -   | Belgio    | 3 - 1   | Brasile        |
| 28 luglio | -   | Spagna    | 6 - 4   | Brasile        |
| 26 luglio | -   | Sudafrica | 0 - 4   | Germania Ovest |
| 29 luglio | -   | Sudafrica | 9 - 2   | Brasile        |

## Gironi di semifinale
In questa fase e in quella successiva si ereditarono i punteggi ottenuti negli scontri diretti durante la prima fase.

### Gruppo E
|    | Squadra     | Pti | G | V | P | S | GF | GS | Diff |
| -- | ----------- | --- | - | - | - | - | -- | -- | ---- |
| 1. | Italia      | 6   | 3 | 3 | 0 | 0 | 12 | 6  | +6   |
| 2. | Stati Uniti | 4   | 3 | 2 | 0 | 1 | 14 | 11 | +3   |
| 3. | Belgio      | 2   | 3 | 1 | 0 | 2 | 8  | 13 | -5   |
| 4. | Spagna      | 0   | 3 | 0 | 0 | 3 | 9  | 13 | -4   |

| Data      | Ora | Partita     | Partita | Partita |
| --------- | --- | ----------- | ------- | ------- |
| 30 luglio | -   | Italia      | 2 - 1   | Spagna  |
| 30 luglio | -   | Stati Uniti | 4 - 2   | Belgio  |
| 31 luglio | -   | Italia      | 5 - 1   | Belgio  |
| 30 luglio | -   | Stati Uniti | 6 - 4   | Spagna  |

### Gruppo F
|    | Squadra | Pti | G | V | P | S | GF | GS | Diff |
| -- | --- | --- | - | - | - | - | -- | -- | ---- |
| 1. | Ungheria | 4   | 3 | 1 | 2 | 0 | 11 | 9  | +2   |
| 2. | Jugoslavia | 4   | 3 | 1 | 2 | 0 | 7  | 6  | +1   |
| 3. | Paesi Bassi | 3   | 3 | 1 | 1 | 1 | 9  | 8  | +1   |
| 4. | [[File: Flag of the Soviet Union (1936 – 1955).svg\|class=noviewer\| Unione Sovietica (bandiera)\|border\|20x16px]] [[Nazionale maschile di pallanuoto dell' Unione Sovietica\| Unione Sovietica]] | 1   | 3 | 0 | 1 | 2 | 8  | 12 | -4   |

| Data      | Ora | Partita | Partita | Partita |
| --------- | --- | --- | ------- | --- |
| 30 luglio | -   | Paesi Bassi | 4 - 4   | Ungheria |
| 30 luglio | -   | [[File: Flag of the Soviet Union (1936 – 1955).svg\|class=noviewer\| Unione Sovietica (bandiera)\|border\|20x16px]] [[Nazionale maschile di pallanuoto dell' Unione Sovietica\| Unione Sovietica]] | 3 - 3   | Jugoslavia |
| 31 luglio | -   | Jugoslavia | 2 - 2   | Ungheria |
| 31 luglio | -   | Paesi Bassi | 4 - 2   | [[File: Flag of the Soviet Union (1936 – 1955).svg\|class=noviewer\| Unione Sovietica (bandiera)\|border\|20x16px]] [[Nazionale maschile di pallanuoto dell' Unione Sovietica\| Unione Sovietica]] |

## Fase finale

### Gruppo 1º-4º posto
|         | Squadra     | Pti | G | V | P | S | GF | GS | Diff |
| ------- | ----------- | --- | - | - | - | - | -- | -- | ---- |
| Oro     | Ungheria    | 5   | 3 | 2 | 1 | 0 | 13 | 4  | +9   |
| Argento | Jugoslavia  | 5   | 3 | 2 | 1 | 0 | 9  | 5  | +4   |
| Bronzo  | Italia      | 2   | 3 | 1 | 0 | 2 | 8  | 14 | -6   |
| 4.      | Stati Uniti | 0   | 3 | 0 | 0 | 3 | 6  | 13 | -7   |

| Data      | Ora | Partita    | Partita | Partita     |
| --------- | --- | ---------- | ------- | ----------- |
| 1º agosto | -   | Ungheria   | 7 - 2   | Italia      |
| 1º agosto | -   | Jugoslavia | 4 - 2   | Stati Uniti |
| 2 agosto  | -   | Jugoslavia | 3 - 1   | Italia      |
| 2 agosto  | -   | Ungheria   | 4 - 0   | Stati Uniti |

### Gruppo 5º-8º posto
|    | Squadra | Pti | G | V | P | S | GF | GS | Diff |
| -- | --- | --- | - | - | - | - | -- | -- | ---- |
| 5. | Paesi Bassi | 6   | 3 | 3 | 0 | 0 | 16 | 6  | +10  |
| 6. | Belgio | 3   | 3 | 1 | 1 | 1 | 11 | 12 | -1   |
| 7. | [[File: Flag of the Soviet Union (1936 – 1955).svg\|class=noviewer\| Unione Sovietica (bandiera)\|border\|20x16px]] [[Nazionale maschile di pallanuoto dell' Unione Sovietica\| Unione Sovietica]] | 3   | 3 | 1 | 1 | 1 | 9  | 10 | -1   |
| 8. | Spagna | 0   | 3 | 0 | 0 | 3 | 8  | 16 | -8   |

| Data      | Ora | Partita | Partita | Partita |
| --------- | --- | --- | ------- | ------- |
| 1º agosto | -   | Paesi Bassi | 5 - 3   | Belgio  |
| 1º agosto | -   | [[File: Flag of the Soviet Union (1936 – 1955).svg\|class=noviewer\| Unione Sovietica (bandiera)\|border\|20x16px]] [[Nazionale maschile di pallanuoto dell' Unione Sovietica\| Unione Sovietica]] | 4 - 2   | Spagna  |
| 2 agosto  | -   | [[File: Flag of the Soviet Union (1936 – 1955).svg\|class=noviewer\| Unione Sovietica (bandiera)\|border\|20x16px]] [[Nazionale maschile di pallanuoto dell' Unione Sovietica\| Unione Sovietica]] | 3 - 3   | Belgio  |
| 2 agosto  | -   | Paesi Bassi | 7 - 1   | Spagna  |

## Classifica finale
| Campione Olimpico | Campione Olimpico | Campione Olimpico |
| --- | --- | --- |
| UngheriaJeney · Vízvári · Lemhényi · Hasznos · Kárpáti · Antal · Fábián · Markovits · Szittya · Gyarmati · Martin · Bolvári · Szívós, CT: Béla Rajki | | |
| Argento | Jugoslavia | JugoslaviaAmšel · Kovačić · Bakašun · Štakula · Ježić · Curtini · Vuksanović · Radonjić · Ivković · Brainović · Šiljak, CT: -                                   |
| Bronzo | Italia | ItaliaArena, Ceccarini, De Sanzuane, Gambino, Gionta, Mannelli, Ognio, Peretti, Rubini, Traiola, Polito, CT: Mario Majoni                                       |
| 4. | Stati Uniti | Stati UnitiBisbey • Norris • Jaworski • Lake • Kooistra • Stange • Dornblaser • Spargo • Hughes • Burns • Koehler, CT: -                                        |
| 5. | Paesi Bassi | Paesi Bassivan Gelder • Bijlsma • Korevaar • Braasem • Smol • van Feggelen • Cabout • de Gans • Finee • Luchs • Sievers, CT: Frans Kuijper                      |
| 6. | Belgio | BelgioDe Smet • Martin • Smits • Laurent • Heyninck • Sierens • Van Den Steen • Maesschalck • Leenheere • Reynders • Van Wetteren, CT: -                        |
| 7. | [[File: Flag of the Soviet Union (1936 – 1955).svg\|class=noviewer\| Unione Sovietica (bandiera)\|border\|40x40px]] [[Nazionale maschile di pallanuoto dell' Unione Sovietica\| Unione Sovietica]] | Unione SovieticaGojchman • Semënov • Teplov • Kokorin • Prokopov • Liferenko • Mshvenieradze • Šljapin • Ušakov • Egorov, CT: -                                 |
| 8. | Spagna | SpagnaRibera Abad • Conde • Bazán • Queralt • Subirana • Mestres • Abellán • Castillo • Durán • Granados • Serrat, CT: -                                        |
| 9. | Brasile | BrasileCastro • dos Santos • Figueirêdo • Havelange • Lima • Melmann • Perri • Rodrigues • Rossi • Schemberg • Sili, CT: -                                      |
| 10. | Egitto | EgittoNessim • Hakim • Gharbo • El-Gamal • Sabry • Khalifa • El-Shafei • El-Said • Abou El-Kheir • El-Sha'rawi • S.E.H. Ali • M.K. Ayoub • S.M.A. Sherif, CT: - |
| 11. | Svezia | SveziaKällqvist • Holm • Spångberg • Johansson • Jutner • Hellbrand • Julin • Larsson • Lexander • Öberg • Pålsson, CT: -                                       |
| 12. | Gran Bretagna | Gran BretagnaJohnson • Brand • Jones • Worsell • Turner • Miller • Ferguson • Murray • Hawkins, CT: -                                                           |
| 13. | Austria | AustriaReichel • Depaoli • Liebenberger • Bohuslav • Styskalik • Zigon • Krumpfholz • Endl • Kunz • Theimer • Gebhard, CT: -                                    |
| 14. | Sudafrica | SudafricaAucamp • Meredith • Goddard • Melville • van Gent • Cohen • Yach • Pappas • Butler, CT: -                                                              |
| 15. | Germania Ovest | Germania OvestHeine, Uellendahl, Sauermann, Bode, Sturm, Zander, Panke, Bildstein, Dotzer, Baier, Schulze, CT: -                                                |
| 16. | Argentina | ArgentinaCodaro · Díez · Normandín · Sebastián · Szabo · C. Visentín · M. Visentín · Maidana · González · Marino, CT: -                                         |
| 17. | Romania | RomaniaNorman • Kelemen • Iordache • Törok • Hospodar • Iosim • Șimon • Sarcadi • Deac • Novac • M. Tarnoveanu, CT: -                                           |
| 18. | Messico | MessicoG. Olguín • Trejo • Coste • Castro • J. Olguín • O. Olguín • Martínez • F. Cendejas • V. Menéndez • Santoyo, CT: -                                       |
| 19. | Australia | AustraliaLaing • Smee • Foster • Bennett • Jordan • Hastie • Orchard • Fenech • French • O'Doherty • Whitehead, CT: -                                           |
| 20. | Portogallo | PortogalloCouto • Moutinho • Alves • do Vale • Basto Jr. • Madeira • Barbeiro • Cabral • Correia • Patrone • Surgey, CT: -                                      |
| 21. | India | IndiaBasak • Sopher • Ke. Shah • Mansoor • Saha • Nag • Ka. Shah • Barman • Naigamwalla • Chandnani • Bharucha • Chatterjee, CT: -                              |